# John Ernest Walker
Pour les articles homonymes, voir Walker et John Walker (homonymie).
Sir John Ernest Walker (né le 7 janvier 1941 à Halifax, Royaume-Uni) est un chimiste et biologiste moléculaire britannique. Il est colauréat avec Paul D. Boyer de la moitié du prix Nobel de chimie de 1997.

## Biographie
John Ernest Walker est né en 1941 à Halifax dans le Yorkshire. Il étudia à l'université d'Oxford et il y passa son doctorat en 1969. En 1974, il commença à travailler au Medical Research Council Laboratory of Molecular Biology de l'université de Cambridge et exerce encore là-bas en tant que chercheur sénior depuis 1982. Il est membre de la Royal Society depuis 1995.

## Travaux scientifiques
Comme ses collègues Skou et Boyer, John Ernest Walker orienta avant tout ses recherches sur les enzymes qui catalysent le travail de l'adénosine triphosphate, le principal fournisseur d'énergie du métabolisme dans l'organisme. Il s'est surtout concentré avec Boyer sur la synthèse del'ATP par l'enzyme ATP synthase. Celle-ci fabrique l'ATP à partir de l'adénosine diphosphate et d'un atome de phosphate qu'elle lie ensemble. Dans les années 1980, Boyer présenta un modèle sur la manière dont l'ATP synthase pouvait fabriquer l'ATP. Pour son modèle Boyer se basa sur des données d'analyses biochimiques. John Ernest Walker confirma l'exactitude du modèle par des analyses structurales de l'enzyme.

## Récompenses
En 1997, il est colauréat avec Paul D. Boyer de la moitié du prix Nobel de chimie (l'autre moitié a été remise à Jens Christian Skou) « pour l'élucidation des mécanismes enzymatiques sous-jacents à la synthèse de l'adénosine triphosphate (ATP) ».
En 1999 il a été fait chevalier pour services rendus à la biologie moléculaire.
En 2012, il reçoit la médaille Copley.